# Добрянська сільська рада (Маньківський район)
Добря́нська сільська́ ра́да — адміністративно-територіальна одиниця та орган місцевого самоврядування в Маньківському районі Черкаської області. Адміністративний центр — село Добра.

## Загальні відомості
- Населення ради: 740 осіб (станом на 2016 рік)

## Населені пункти
Сільській раді були підпорядковані населені пункти:
- с. Добра

## Склад ради
Рада складалася з 12 депутатів та голови.
- Голова ради:Баліцький Іван Вікторович
- Секретар ради:Галич Марина Василівна

### Керівний склад попередніх скликань
| Прізвище, ім'я, по батькові        | Основні відомості                                                 | Дата обрання | Дата звільнення |
| ---------------------------------- | ----------------------------------------------------------------- | ------------ | --------------- |
| Бородієнко Володимир Володимирович | Сільський голова,1953 року народження,освіта вища,безпартійний    | 30.10.2010   | 25.10.2015      |
| Баліцький Іван Вікторович          | Сільський голова, 1971 року народження, освіта вища, безпартійний | 25.10.2015   |                 |

Примітка: таблиця складена за даними сайту Верховної Ради України

### Депутати
За результатами місцевих виборів 2010 року депутатами ради стали:

#### За суб'єктами висування
| Суб'єкт висування                                       | Кількість обраних депутатів | %    |
| ------------------------------------------------------- | --------------------------- | ---- |
| Політична партія Всеукраїнське об'єднання «Батьківщина» | 11                          | 68,8 |
| Самовисування                                           | 2                           | 12,5 |
| Комуністична партія України                             | 1                           | 6,3  |
| Народна партія                                          | 1                           | 6,3  |
| Партія регіонів                                         | 1                           | 6,3  |

#### За округами
| № округу                                                | Прізвище, ім'я, по батькові   | Дата визнання обраним | Освіта  | Партійна приналежність                        | Відомості про обраного депутата           |
| ------------------------------------------------------- | ----------------------------- | --------------------- | ------- | --------------------------------------------- | ----------------------------------------- |
| Комуністична партія України                             |                               |                       |         |                                               |                                           |
| 5                                                       | Ленська Тетяна Дмитрівна      | 02.11.2010            | середня | позапартійна                                  | Поштове відділення, завідувачка           |
| Народна Партія                                          |                               |                       |         |                                               |                                           |
| 4                                                       | Когут Ольга Григорівна        | 02.11.2010            | вища    | член Народної партії                          | Сільська рада, секретар                   |
| Партія регіонів                                         |                               |                       |         |                                               |                                           |
| 14                                                      | Підгаєць Василь Васильович    | 02.11.2010            | середня | член Партії регіонів                          | тимчасово не працює                       |
| Політична партія Всеукраїнське об'єднання «Батьківщина» |                               |                       |         |                                               |                                           |
| 1                                                       | Рогожа Світлана Дмитрівна     | 02.11.2010            | середня | член Всеукраїнського об'єднання «Батьківщина» | тимчасово не працює                       |
| 6                                                       | Коцюруба Людмила Анатоліївна  | 02.11.2010            | середня | член Всеукраїнського об'єднання «Батьківщина» | тимчасово не працює                       |
| 7                                                       | Загорійчук Микола Миколайович | 02.11.2010            | вища    | член Всеукраїнського об'єднання «Батьківщина» | Добрянська загальноосвітня школа, вчитель |
| 8                                                       | Гаврилюк Микола Прокопович    | 02.11.2010            | вища    | член Всеукраїнського об'єднання «Батьківщина» | пенсіонер                                 |
| 9                                                       | Кравчук Іван Степанович       | 02.11.2010            | середня | член Всеукраїнського об'єднання «Батьківщина» | ТОВ «Укрзерно», водій                     |
| 10                                                      | Когут Неля Петрівна           | 02.11.2010            | вища    | член Всеукраїнського об'єднання «Батьківщина» | Добрянська загальноосвітня школа, вчитель |
| 11                                                      | Наюк Віра Михайлівна          | 02.11.2010            | вища    | член Всеукраїнського об'єднання «Батьківщина» | Добрянська загальноосвітня школа, вчитель |
| 12                                                      | Гула Оксана Миколаївна        | 02.11.2010            | середня | член Всеукраїнського об'єднання «Батьківщина» | Добрянський БК, директор                  |
| 13                                                      | Панчук Віктор Анатолійович    | 02.11.2010            | середня | член Всеукраїнського об'єднання «Батьківщина» | тимчасово не працює                       |
| 15                                                      | Сотніченко Микола Пилипович   | 02.11.2010            | середня | член Всеукраїнського об'єднання «Батьківщина» | ТОВ "Добра-Красноставка, тракторист       |
| 16                                                      | Талабанюк Олег Іванович       | 02.11.2010            | середня | член Всеукраїнського об'єднання «Батьківщина» | тимчасово не працює                       |
| Самовисування                                           |                               |                       |         |                                               |                                           |
| 2                                                       | Когут Володимир Петрович      | 02.11.2010            | середня | член Партії регіонів                          | тимчасово не працює                       |
| 3                                                       | Пархоменко Тетяна Савівна     | 02.11.2010            | середня | член Партії регіонів                          | тимчасово не працює                       |

## Природно-заповідний фонд
На землях сільради розташовано гідрологічний заказник місцевого значення Болото Руда.